# That Metal Show
That Metal Show é um talk show do canal a cabo VH1, apresentado por Eddie Trunk - famoso radialista norte americano - e seus dois coapresentadores Jim Florentine e Don Jamieson. Estreou nos Estados Unidos em 15 de novembro de 2008 e é exibido até hoje, sempre aos sábados. No Brasil ele vai ao ar nas terças às 22h, com reprise nas quintas às 2h e sextas às 11h.
O programa foi considerado pela revista Rolling Stone um dos melhores programas atuais de TV (ele aparece na lista "50 Reasons to Watch TV Right Now").

## O programa
O show foca em discussões sobre diversos assuntos do passado e presente dos estilos musicais hard rock e heavy metal. Em todos os episódios eles recebem uma celebridade do cenário do hard rock/heavy metal. Durante a entrevista eles apresentam quadros como "Stump the Trunk" ou "Detone o Trunk" no qual os membros da platéia fazem perguntas para Eddie Trunk e se ele errar a resposta o participante ganha um prêmio. Outro quadro é o Throwdown, no qual os apresentadores e o convidado debatem por dois minutos sobre os melhores momentos e as grandes figuras da história do metal.
Já passaram pelo show nomes como Rob Halford (Judas Priest), Ronnie James Dio e Geezer Butler (Heaven and Hell), Ace Frehley (ex-Kiss), Mike Portnoy (ex-Dream Theater), Geddy Lee e Alex Lifeson (Rush), além de vários outros.
Em 30 de outubro de 2011, o programa entrevistou Axl Rose e DJ Ashba (Guns N' Roses), logo após um show da banda em Miami; a entrevista foi ao ar no dia 11 de novembro de 2011 nos Estados Unidos pelo canal VH1 - a primeira concedida por Axl em muitos anos.

### Música-Tema
A música que toca na abertura do programa chama-se "Day to Remember", e foi composta por Jim Florentine e Ron "Bumblefoot" Thal

### Quadros Atuais
- TMS Top5 - Um "Top 5" escolhido pelos 3 apresentadores, sobre assuntos específicos do heavy-metal (Exemplo: 5 Bandas mais importantes do Heavy-metal...). A cada programa, há um tema diferente.
- "Stump the Trunk" ("Detone o Trunk") - Pessoas da platéia fazem perguntas sobre temas relacionados ao Heavy-metal, e o apresentador Eddie Trunk tem que responder. Caso ele responda errado, a pessoa tem direito a um prêmio, que ele pega dentro de uma caixa. Muitas vezes, pessoas famosas também participam deste quadro.
- Escolha da Semana - O programa dá uma dica de um álbum ou um livro relacionado ao Heavy-metal que você deveria ter/escutar.
- Por onde anda... - Alguém envia um email pro programa perguntando "por onde anda" determinada personalidade do rock que não aparece nos noticiarios há um bom tempo. Os apresentadores do programa então explicam por onde anda e o que anda fazendo aquela personalidade.
- The Throwdown - Uma espécie de disputa, para saber qual é melhor, sobre um tema específico. Por exemplo: melhor disco de estreia - Blizzard os Ozz (Ozzy Osbourne) ou High Voltage do AC/DC? O apresentadores do programa e os convidados tem 2 minutos para discutir e apresentarem suas justificativas sobre qual deles é o melhor, e ao final dos 2 minutos, a platéia decide qual é o melhor.

### Miss Box of Junk Girl
"Miss Box of Junk Girl" é a ajudante de palco do programa. Ela aparece nos quadros "TMS Top5" e "Detone o Trunk". Na 2a temporada até a metade da 3a temporada, esta ajudante era Keri Leigh Tucker. Ela foi substituída, após cometer suicídio, por Jennifer Leah Gottlieb, que é a atual "Miss Box of Junk Girl".

## Episódios (por temporada)

### Temporada 1: 2008
| # | Título           | Data em que foi ao ar () | Convidado(s)                |
| - | ---------------- | ------------------------ | --------------------------- |
| 1 | The Runaways     | 15 de novembro de 2008   | Lita Ford                   |
|   |                  |                          |                             |
| 2 | Yngwie Malmsteen | 22 de novembro de 2008   | Yngwie Malmsteen            |
|   |                  |                          |                             |
| 3 | Twisted Sister   | 29 de novembro de 2008   | Dee Snider e Jay Jay French |
|   |                  |                          |                             |
| 4 | Dream Theater    | 6 de dezembro de 2008    | Mike Portnoy                |
|   |                  |                          |                             |
| 5 | Mike Piazza      | 13 de dezembro de 2008   | Mike Piazza                 |
|   |                  |                          |                             |
| 6 | Kiss             | 20 de dezembro de 2008   | Ace Frehley                 |
|   |                  |                          |                             |
| 7 | Rush             | 27 de dezembro de 2008   | Geddy Lee e Alex Lifeson    |

### Temporada 2: 2009
| # | Título                                          | Data em que foi ao ar () | Convidado(s) |
| - | ----------------------------------------------- | ------------------------ | --- |
| 1 | Pantera                                         | 7 de março de 2009       | Vinnie Paul |
|   |                                                 |                          | |
| 2 | Anthrax                                         | 14 de março de 2009      | Frank Bello |
|   |                                                 |                          | |
| 3 | Extreme                                         | 21 de março de 2009      | Nuno Bettencourt e Gary Cherone                                                                                   |
|   |                                                 |                          | |
| 4 | Anvil                                           | 28 de março de 2009      | Steve "Lips" Kudlow e Robb Reiner                                                                                 |
|   |                                                 |                          | |
| 5 | Guns N' Roses                                   | 4 de abril de 2009       | Duff McKagan |
|   |                                                 |                          | |
| 6 | Queensrÿche                                     | 11 de abril de 2009      | Geoff Tate |
|   |                                                 |                          | |
| 7 | Thin Lizzy                                      | 18 de abril de 2009      | Scott Gorham |
|   |                                                 |                          | |
| 8 | Heaven & Hell                                   | 25 de abril de 2009      | Ronnie James Dio e Geezer Butler                                                                                  |
|   |                                                 |                          | |
| 9 | That Metal Show Presents: Download Festival '09 | 18 de julho de 2009      | Tommy Lee, Slipknot, Hatebreed, Tesla, Mike Portnoy, Buckcherry, Duff McKagan, Tim "Ripper" Owens e muitos outros |

### Temporada 3: 2009
| # | Título              | Data em que foi ao ar () | Convidado(s)                                          |
| - | ------------------- | ------------------------ | ----------------------------------------------------- |
| 1 | Anvil/Sacha Gervasi | 3 de outubro de 2009     | Steve "Lips" Kudlow, Robb Reiner, G5, e Sacha Gervasi |
|   |                     |                          |                                                       |
| 2 | Judas Priest        | 10 de outubro de 2009    | Rob Halford                                           |
|   |                     |                          |                                                       |
| 3 | Chris Jericho       | 17 de outubro de 2009    | Chris Jericho                                         |
|   |                     |                          |                                                       |
| 4 | Overkill            | 24 de outubro de 2009    | D.D. Verni e Bobby "Blitz" Ellsworth                  |
|   |                     |                          |                                                       |
| 5 | W.A.S.P.            | 31 de outubro de 2009    | Blackie Lawless                                       |
|   |                     |                          |                                                       |
| 6 | Steve Vai           | 7 de novembro de 2009    | Steve Vai                                             |
|   |                     |                          |                                                       |
| 7 | Hatebreed           | 14 de novembro de 2009   | Jamey Jasta                                           |
|   |                     |                          |                                                       |
| 8 | Ratt                | 21 de novembro de 2009   | Stephen Pearcy e Warren DeMartini                     |
|   |                     |                          |                                                       |
| 9 | Kiss                | 28 de novembro de 2009   | Peter Criss                                           |

### Temporada 4: 2010
Keri Leigh Tucker, a primeira "Miss Box of Junk Girl", morreu em meados de 2009. Em seu lugar entrou Jennifer Leah Gottlieb.
| #                                           | Título             | Data em que foi ao ar () | Convidado(s)                  |
| ------------------------------------------- | ------------------ | ------------------------ | ----------------------------- |
| 1                                           | Megadeth           | 6 de fevereiro de 2010   | Dave Mustaine                 |
|                                             |                    |                          |                               |
| 2                                           | Aerosmith          | 13 de fevereiro de 2010  | Joey Kramer                   |
|                                             |                    |                          |                               |
| 3                                           | Accept             | 20 de fevereiro de 2010  | Wolf Hoffmann e Mark Tornillo |
|                                             |                    |                          |                               |
| 4                                           | Joe Lynn Turner    | 27 de fevereiro de 2010  | Joe Lynn Turner               |
|                                             |                    |                          |                               |
| 5                                           | Anthrax/Pearl Aday | 13 de março de 2010      | Scott Ian e Pearl Aday        |
|                                             |                    |                          |                               |
| 6                                           | Quiet Riot         | 20 de março de 2010      | Rudy Sarzo                    |
|                                             |                    |                          |                               |
| 7                                           | Brian Posehn       | 27 de março de 2010      | Brian Posehn                  |
|                                             |                    |                          |                               |
| 8                                           | Winger             | 3 de abril de 2010       | Kip Winger e Reb Beach        |
|                                             |                    |                          |                               |
| 9                                           | Joe Satriani       | 17 de abril de 2010      | Joe Satriani                  |
|                                             |                    |                          |                               |
| 10                                          | Scrap Metal        | 24 de abril de 2010      | N/A                           |
| Outtakes e extras não vistos da temporada 4 |                    |                          |                               |

### Temporada 5: 2010
| #                                           | Título              | Data em que foi ao ar () | Convidado(s)               |
| ------------------------------------------- | ------------------- | ------------------------ | -------------------------- |
| 1                                           | Motörhead           | 8 de maio de 2010        | Lemmy Kilmister            |
|                                             |                     |                          |                            |
| 2                                           | Black Label Society | 15 de maio de 2010       | Zakk Wylde                 |
|                                             |                     |                          |                            |
| 3                                           | Judas Priest        | 22 de maio de 2010       | Rob Halford                |
|                                             |                     |                          |                            |
| 4                                           | Adler's Appetite    | 5 de junho de 2010       | Steven Adler e Chip Z'Nuff |
|                                             |                     |                          |                            |
| 5                                           | Alice Cooper        | 12 de junho de 2010      | Alice Cooper               |
|                                             |                     |                          |                            |
| 6                                           | White Zombie        | 19 de junho de 2010      | Rob Zombie                 |
|                                             |                     |                          |                            |
| 7                                           | Dokken              | 26 de junho de 2010      | Don Dokken e George Lynch  |
|                                             |                     |                          |                            |
| 8                                           | Slayer              | 10 de julho de 2010      | Kerry King e Dave Lombardo |
|                                             |                     |                          |                            |
| 9                                           | Scrap Metal         | 17 de julho de 2010      | N/A                        |
| Outtakes e extras não vistos da temporada 5 |                     |                          |                            |

### Temporada 6: 2010
Primeira temporada em que guitarristas são convidados para tocar quando o intervalo é chamado.
| #                                           | Título                         | Data em que foi ao ar () | Convidado(s) |
| ------------------------------------------- | ------------------------------ | ------------------------ | --- |
| 1                                           | Tribute to Ronnie James Dio    | 16 de outubro de 2010    | Geezer Butler, Vinny Appice, Wendy Dio, Simon Wright, Rob Halford e Tom Morello com o guitarrista convidado Craig Goldy |
|                                             |                                |                          | |
| 2                                           | Van Halen/Winger/Carrie Keagan | 23 de outubro de 2010    | Michael Anthony, Kip Winger e Carrie Keagan com o guitarrista convidado Tracii Guns                                     |
|                                             |                                |                          | |
| 3                                           | Pantera/Kiss                   | 30 de outubro de 2010    | Philip Anselmo e Bruce Kulick com o guitarrista convidado George Lynch                                                  |
|                                             |                                |                          | |
| 4                                           | Def Leppard/Quiet Riot         | 6 de novembro de 2010    | Phil Collen e Frankie Banali com o guitarrista convidado Richie Kotzen                                                  |
|                                             |                                |                          | |
| 5                                           | Tesla/Testament                | 13 de novembro de 2010   | Jeff Keith, Frank Hannon e Chuck Billy com o guitarrista convidado Tracii Guns                                          |
|                                             |                                |                          | |
| 6                                           | Black Sabbath/Danzig           | 20 de novembro de 2010   | Bill Ward e Glenn Danzig com o guitarrista convidado Richie Kotzen                                                      |
|                                             |                                |                          | |
| 7                                           | Led Zeppelin/Poison            | 27 de novembro de 2010   | Jason Bonham e Rikki Rockett com o guitarrista convidado Craig Goldy                                                    |
|                                             |                                |                          | |
| 8                                           | Guns N' Roses/Alter Bridge     | 4 de dezembro de 2010    | Slash e Myles Kennedy com o guitarrista convidado George Lynch                                                          |
|                                             |                                |                          | |
| 9                                           | Scrap Metal                    | 11 de dezembro de 2010   | N/A |
| Outtakes e extras não vistos da temporada 6 |                                |                          | |

### Temporada 7: 2011
Assim como na temporada 6, o programa recebia músicos convidados que tocavam quando o intervalo era chamado. Porém, esta foi a primeira temporada em que baixistas passaram a ser convidados.
| # | Título                                        | Data em que foi ao ar () | Convidado(s)                                                                                     |
| - | --------------------------------------------- | ------------------------ | ------------------------------------------------------------------------------------------------ |
| 1 | Metallica/Scorpions                           | 19 de março de 2011      | Kirk Hammett e Uli Jon Roth com o guitarrista convidado Doug Aldrich                             |
|   |                                               |                          |                                                                                                  |
| 2 | Kiss/Mr. Big                                  | 26 de março de 2011      | Ace Frehley e Billy Sheehan com o guitarrista convidado Gilby Clarke                             |
|   |                                               |                          |                                                                                                  |
| 3 | Whitesnake/The Runaways                       | 2 de abril de 2011       | David Coverdale e Lita Ford com o guitarrista convidado Doug Aldrich                             |
|   |                                               |                          |                                                                                                  |
| 4 | Chris Jericho/Yngwie Malmsteen                | 9 de abril de 2011       | Chris Jericho e Yngwie Malmsteen com o guitarrista convidado Gilby Clarke                        |
|   |                                               |                          |                                                                                                  |
| 5 | Guns N' Roses/Deep Purple                     | 16 de abril de 2011      | Duff McKagan e Glenn Hughes com o baixista convidado Billy Sheehan                               |
|   |                                               |                          |                                                                                                  |
| 6 | Guns N' Roses/The Runaways/Anthrax/Jim Norton | 23 de abril de 2011      | Matt Sorum, Cherie Currie, Joey Belladonna e Jim Norton com o guitarrista convidado Paul Gilbert |
|   |                                               |                          |                                                                                                  |
| 7 | Skid Row/Anvil                                | 30 de abril de 2011      | Sebastian Bach, Steve "Lips" Kudlow e Rob Reiner com o guitarrista convidado Paul Gilbert        |
|   |                                               |                          |                                                                                                  |
| 8 | Vanilla Fudge/Y&T                             | 7 de maio de 2011        | Carmine Appice e Dave Meniketti com o baixista convidado Billy Sheehan                           |

### Temporada 8: 2011
| #  | Título                            | Data em que foi ao ar () | Convidado(s)                                                                    |
| -- | --------------------------------- | ------------------------ | ------------------------------------------------------------------------------- |
| 1  | Black Sabbath                     | 20 de agosto de 2011     | Tony Iommi com o guitarrista convidado Phil Collen                              |
|    |                                   |                          |                                                                                 |
| 2  | Stryper/Warrant/Faster Pussycat   | 27 de agosto de 2011     | Michael Sweet, Jani Lane e Taime Downe com o guitarrista convidado Phil Collen  |
|    |                                   |                          |                                                                                 |
| 3  | Rage Against the Machine/King's X | 3 de setembro de 2011    | Tom Morello e Doug Pinnick com o guitarrista convidado Tony Macalpine           |
|    |                                   |                          |                                                                                 |
| 4  | Slipknot/Night Ranger             | 10 de setembro de 2011   | Corey Taylor, Jack Blades e Brad Gillis com o baixista convidado Billy Sheehan  |
|    |                                   |                          |                                                                                 |
| 5  | Anthrax/Skid Row                  | 17 de setembro de 2011   | Scott Ian, Charlie Benante e Dave Sabo com o guitarrista convidado Vinnie Moore |
|    |                                   |                          |                                                                                 |
| 6  | Sammy Hagar                       | 24 de setembro de 2011   | Sammy Hagar com o guitarrista convidado Alex Skolnick                           |
|    |                                   |                          |                                                                                 |
| 7  | Ratt/Tim "Ripper" Owens           | 1 de outubro de 2011     | Stephen Pearcy e Tim "Ripper" Owens com o baixista convidado Billy Sheehan      |
|    |                                   |                          |                                                                                 |
| 8  | Dream Theater/Whitesnake          | 8 de outubro de 2011     | Mike Portnoy e John Sykes com o guitarrista convidado Tony Macalpine            |
|    |                                   |                          |                                                                                 |
| 9  | Cheap Trick/Rainbow               | 15 de outubro de 2011    | Rick Nielsen e Graham Bonnet com o guitarrista convidado Vinnie Moore           |
|    |                                   |                          |                                                                                 |
| 10 | Metallica                         | 22 de outubro de 2011    | Lars Ulrich com o guitarrista convidado Alex Skolnick                           |

### Temporada 9: 2011-12
| # | Título                     | Data em que foi ao ar () | Convidado(s)                                                                         |
| - | -------------------------- | ------------------------ | ------------------------------------------------------------------------------------ |
| 1 | Guns N' Roses              | 11 de novembro de 2011   | Axl Rose e DJ Ashba                                                                  |
|   |                            |                          |                                                                                      |
| 2 | Guns N' Roses/Sam Dunn     | 19 de novembro de 2011   | Slash e Sam Dunn com o baixista convidado Glenn Hughes                               |
|   |                            |                          |                                                                                      |
| 3 | AC/DC                      | 26 de novembro de 2011   | Brian Johnson com o guitarrista convidado Warren DeMartini                           |
|   |                            |                          |                                                                                      |
| 4 | Megadeth/Kill Devil Hill   | 3 de dezembro de 2011    | Dave Mustaine, Vinny Appice e Rex Brown com o guitarrista convidado Warren DeMartini |
|   |                            |                          |                                                                                      |
| 5 | Marilyn Manson/Saxon       | 10 de dezembro de 2011   | Marilyn Manson e Biff Byford com o guitarrista convidado Chris Broderick             |
|   |                            |                          |                                                                                      |
| 6 | Godsmack/Jackyl            | 17 de dezembro de 2011   | Sully Erna e Jesse James Dupree com o baixista convidado Glenn Hughes                |
|   |                            |                          |                                                                                      |
| 7 | L.A. Guns/Hanoi Rocks      | 31 de dezembro de 2011   | Tracii Guns Michael Monroe com o guitarrista convidado John 5                        |
|   |                            |                          |                                                                                      |
| 8 | Bad Company/Buckcherry     | 7 de janeiro de 2012     | Paul Rodgers, Josh Todd e Keith Nelson com o guitarrista convidado John 5            |
|   |                            |                          |                                                                                      |
| 9 | Scorpions/Andrew Dice Clay | 14 de janeiro de 2012    | Herman Rarebell e Andrew Dice Clay com o guitarrista convidado Chris Broderick       |

### Temporada 10: 2012
Assim como na temporada 6, e nas seguintes, o programa tinha um músico convidado que tocava quando o intervalo era chamado. Porém, esta foi a primeira temporada em que bateristas passaram a ser convidados. Jason Newsted, que estava originalmente agendado para aparecer no quinto episódio, cancelou a sua aparição de última hora durante as gravações e foi substituído pelos membros do Warrant.
| # | Título                   | Data em que foi ao ar () | Convidado(s)                                                                             |
| - | ------------------------ | ------------------------ | ---------------------------------------------------------------------------------------- |
| 1 | Metallica/Machine Head   | 31 de março de 2012      | Lars Ulrich e Robb Flynn com o baterista convidado Mike Portnoy                          |
|   |                          |                          |                                                                                          |
| 2 | Alice Cooper/Great White | 7 de abril de 2012       | Alice Cooper e Jack Russell com o baterista convidado Brian Tichy                        |
|   |                          |                          |                                                                                          |
| 3 | Dokken                   | 14 de abril de 2012      | George Lynch, Jeff Pilson e Mick Brown com o baterista convidado Brian Tichy             |
|   |                          |                          |                                                                                          |
| 4 | Iron Maiden              | 21 de abril de 2012      | Adrian Smith com o guitarrista convidado Michael Schenker                                |
|   |                          |                          |                                                                                          |
| 5 | Motörhead/Warrant        | 28 de abril de 2012      | Lemmy Kilmister, Jerry Dixon e Robert Mason com o guitarrista convidado Michael Schenker |
|   |                          |                          |                                                                                          |
| 6 | UFO/Pearl Jam            | 5 de maio de 2012        | Michael Schenker e Mike McCready com o guitarrista convidado Frank Hannon                |
|   |                          |                          |                                                                                          |
| 7 | The Cult/Warlock         | 12 de maio de 2012       | Ian Astbury, Billy Duffy e Doro Pesch com o guitarrista convidado Frank Hannon           |
|   |                          |                          |                                                                                          |
| 8 | Pantera/Styx             | 19 de maio de 2012       | Vinnie Paul, Tommy Shaw e James Young com o guitarrista convidado Steve Stevens          |

### Temporada 11: 2012
| # | Título                          | Data em que foi ao ar () | Convidado(s)                                                                       |
| - | ------------------------------- | ------------------------ | ---------------------------------------------------------------------------------- |
| 1 | Disturbed/Adrenaline Mob        | 11 de agosto de 2012     | David Draiman, Russell Allen e Mike Orlando com o baterista convidado Mike Portnoy |
|   |                                 |                          |                                                                                    |
| 2 | Ratt/L.A. Guns                  | 18 de agosto de 2012     | Bobby Blotzer, Steve Riley e Phil Lewis com o guitarrista convidado Steve Stevens  |
|   |                                 |                          |                                                                                    |
| 3 | Queensrÿche/Black Label Society | 25 de agosto de 2012     | Geoff Tate e Zakk Wylde com o guitarrista convidado George Lynch                   |
|   |                                 |                          |                                                                                    |
| 4 | Aerosmith                       | 1 de setembro de 2012    | Joey Kramer e Brad Whitford com o guitarrista convidado George Lynch               |
|   |                                 |                          |                                                                                    |
| 5 | Mercyful Fate/Creed             | 8 de setembro de 2012    | King Diamond e Mark Tremonti com o guitarrista convidado Doug Aldrich              |
|   |                                 |                          |                                                                                    |
| 6 | Sammy Hagar/Van Halen           | 15 de setembro de 2012   | Sammy Hagar e Michael Anthony com o guitarrista convidado John 5                   |
|   |                                 |                          |                                                                                    |
| 7 | Iron Maiden                     | 22 de setembro de 2012   | Steve Harris com o guitarrista convidado John 5                                    |
|   |                                 |                          |                                                                                    |
| 8 | Heart/The Runaways              | 29 de setembro de 2012   | Ann Wilson, Nancy Wilson e Lita Ford com o guitarrista convidado Doug Aldrich      |
|   |                                 |                          |                                                                                    |

### Episódios Especiais
| # | Título             | Data em que foi ao ar () | Convidado(s)                                                             |
| - | ------------------ | ------------------------ | ------------------------------------------------------------------------ |
| 1 | That Metal Special | 11 de novembro de 2012   | Vince Neil com aparições cameo de Jake E. Lee, Frank DiMino e Chris Kael |